# L'Employé du mois
Pour plus de détails, voir Fiche technique et Distribution.
L'Employé du mois (Employee of the Month) est un film américain réalisé par Mitch Rouse en 2004.

## Synopsis
David Walsh voit sa vie basculer le jour où il se fait licencier de la banque où il travaillait et que sa fiancée décide de le quitter pour un de ses anciens collègues. Malgré le réconfort de son meilleur ami, Jack, David envisage de monter un braquage....

## Fiche technique
- Titre : L'Employé du mois
- Titre original : Employee of the Month
- Réalisation : Mitch Rouse
- Scénario : Mitch Rouse et Jay Leggett
- Musique : Doug DeAngelis et Kevin Haskins
- Photographie : John Peters
- Montage : Hughes Winborne
- Production : Tom Nunan, Cathy Schulman et Bob Yari
- Société de production : Bob Yari Productions, Bull's Eye Entertainment, DEJ Productions et Employee of the Month
- Pays :  États-Unis
- Genre : Comédie noire
- Durée : 97 minutes
- Dates de sortie : 
  -  États-Unis : 17 janvier 2004 (Festival du film de Sundance), 4 janvier 2005 (DVD)

## Distribution
- Matt Dillon : David Walsh
- Steve Zahn (VF : Jean-François Vlérick) : Jack
- Christina Applegate (VF : Barbara Tissier) : Sara Goodwin
- Andrea Bendewald (VF : Nathalie Karsenti) : Wendy
- Dave Foley : Eric
- Jenna Fischer (VF : Karine Foviau) : Whisper
- John Timothy Botka : Yuppie

 Source et légende : version française (VF) sur RS Doublage